# Venuspassage
Venuspassage er et spektakulært astronomisk fænomen, som observeret samtidig fra forskellige positioner historisk har været brugt til bestemmelse af afstande i verdensrummet. Den seneste fandt sted 6. juni 2012, hvor den også kunne betragtes fra Danmark.
Fænomenet opstår, når planeten Venus, betragtet fra Jorden, bevæger sig hen over solskiven som en lille, mørk plet. Passagen varer ca. seks timer. Det sker med varierende intervaller indenfor en cyklus på 343 år. To passager sker med 8 års mellemrum, og der er 121,5 hhv. 105,5 år imellem sådanne 8-årsintervaller.

## Historiske og fremtidige Venuspassager
| Venuspassager | Venuspassager | Venuspassager    | Venuspassager    | Venuspassager    | Venuspassager | Venuspassager |
| Dato          | År            | Klokkeslæt (UTC) | Klokkeslæt (UTC) | Klokkeslæt (UTC) | Passagetid    | Bemærkninger |
| Dato          | År            | Start            | Max              | Stop             | Passagetid    | Bemærkninger |
| ------------- | ------------- | ---------------- | ---------------- | ---------------- | ------------- | --- |
| 26 maj        | 1518          |                  | 01.56            |                  | 6 h 56 min    | |
| 23 maj        | 1526          |                  | 19.11            |                  | 5 h 55 min    | |
| 7 december    | 1631          | 03.51            | 05.19            | 06.47            | 2 h 56 min    | Forudberegnet af Johannes Kepler, som døde et år før passagen. |
| 4 december    | 1639          | 14.57            | 18.25            | 21.54            | 6 h 57 min    | Den første videnskabelige observation af en Venuspassage blev gjort af Jeremiah Horocks der beregnede afstanden til Solen som 95,6 millioner km |
| 6 juni        | 1761          | 02.02            | 05.19            | 08.37            | 6 h 35 min    | Observeret af Charles Mason og Jeremiah Dixon der beregnede afstanden til Solen som 153 millioner km |
| 3 juli        | 1769          | 19.15            | 22.25            | 01.35            | 6 h 20 min    | Observeret af Jeremiah Dixon fra Hammerfest. Observationerne fra Vardø i Norge gjort af Maximilian Hell og fra Tahiti af Kaptajn Cook blev brugt til at beregne middelafstanden som en astronomisk enhed fra Jorden til Solen til 151,2 millioner km - meget nær den korrekte afstand på 149,6 millioner km. Dagen efter kunne en total solformørkelse betragtes fra Nordamerika, Europa og det nordlige Asien. |
| 9 december    | 1874          | 01.49            | 04.07            | 06.26            | 4 h 37 min    | |
| 6 december    | 1882          | 13.57            | 17.06            | 20.15            | 6 h 18 min    | |
| 8 juni        | 2004          | 05.13            | 08.20            | 11.26            | 6 h 03 min    | Fuldt synlig fra Danmark |
| 6 juni        | 2012          | 22.09            | 01.29            | 04.49            | 6 h 40 min    | Seneste passage |
| 11 december   | 2117          | 23.58            | 02.48            | 05.38            | 5 h 40 min    | |
| 8 december    | 2125          | 13.15            | 16.01            | 18.48            | 5 h 33 min    | Delvis synlig fra Vesteuropa. |
| 11 juni       | 2247          | 08.42            | 11.33            | 14.25            | 5 h 43 min    | Fuldt synlig fra Europa |
| 9 juni        | 2255          | 01.08            | 04.38            | 08.08            | 7 h 00 min    | Delvis synlig fra Europa |
| 13 december   | 2360          | 22.32            | 01.44            | 04.56            | 6 h 24 min    | |
| 10 december   | 2368          | 12.29            | 14.45            | 17.01            | 4 h 32 min    | Delvis synlig i Europa |
| 12 juni       | 2490          | 11.39            | 14.17            | 16.55            | 5 h 16 min    | Synlig i Europa |
| 10 juni       | 2498          | 03.48            | 07.25            | 11.02            | 7 h 14 min    | Synlig i Europa |

## Merkur og Venus
Som et kuriosum kan nævnes, at 26. juli år 69163 vil Venus og Merkur passere solskiven samtidig. Skulle det være overskyet den dag, kommer chancen for at se en sådan dobbelt planetpassage igen i år 224508.